# Léontine Lippmann

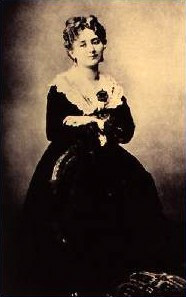
Madame Arman de Caillavet

Léontine Lippmann (* 14. Juni 1844; † 12. Januar 1910 in Paris), auch genannt Madame Arman de Caillavet und schließlich bekannt als Madame de Caivallet, war eine Pariser Salonnière.
Während der Dritten Republik führte sie in Paris einen mondänen literarischen Salon. Sie war eng befreundet mit Anatole France, als dessen Muse sie gelegentlich bezeichnet wird.
Sie gilt als eines der Vorbilder für die literarische Figur der Madame Verdurin und ihres Salons in Marcel Prousts Roman Auf der Suche nach der verlorenen Zeit, neben weiteren bildungsbürgerlichen Salonnièren wie Madame Straus, Madeleine Lemaire und Lydie Aubernon de Nerville. 

## Leben
Léontine Lippmann wurde in eine jüdische Bankiersfamilie geboren. Sie war verheiratet mit Albert Arman aus Bordeaux. Arman war Parlamentsmitglied, Schiffsbauer, Ausrüster der kaiserlichen Marine, Schiffslieferant für den russischen Zaren und gut bekannt mit dem Kaiserpaar Napoleon III. und Eugénie. Die kirchliche Hochzeit des Paars fand in der Palastkapelle der Tuilerien in Gegenwart des Kaiserpaars statt. Albert Arman ergänzte später seinen Nachnamen um den Namen eines Schlosses auf seinem Weingut bei Capian. Man nannte sich jetzt Arman de Cavaillat.
Der einzige Sohn Gaston Arman de Caillavet war Schriftsteller und Direktor eines kleinen Pariser Revuetheaters. Er heiratete im Mai 1893 Jeanne Pouquet. Das Paar hatte eine Tochter, Simone Arman de Caivallet, die 1926 in zweiter Ehe André Maurois heiratete, einen der Biografen von Marcel Proust.
Albert Arman besaß eine Yacht, mit der das Paar Reisen mit Gästen in die Bretagne, die Niederlande und nach England unternahm sowie später auch ins Mittelmeer nach Italien, Griechenland, nach Korsika und Sardinien.
Léontine Lippmann war eine schöne und gebildete Frau – sie sprach vier Sprachen – und besuchte während einiger Jahre Madame Aubernons (Lydie de Nerville, 1825–1899) Salon.
Um 1866 hatte sie in Madame Aubernons Salon Anatole France kennengelernt. Zwischen den beiden entflammte eine stürmische Liebesaffaire, die von Eifersucht auf beiden Seiten geprägt war, die von Léontines Ehemann geduldet wurde, die jedoch 1891 zur Trennung von France und seiner Frau führte. Anatol France bezog in der Nähe des Salons eine Junggesellenwohnung, verbrachte aber die meiste Zeit des Tages und die Abende bei Léontine. 1893 ließ sich das Ehepaar France scheiden.
Bei einem Aufenthalt im Herbst 1909 auf ihrem Landgut in Capian erkrankte sie schwer, wurde nach Paris zurückgebracht, wo sie am 12. Januar 1910 starb. Begraben wurde sie auf dem Friedhof von Montmartre.

## Der Salon

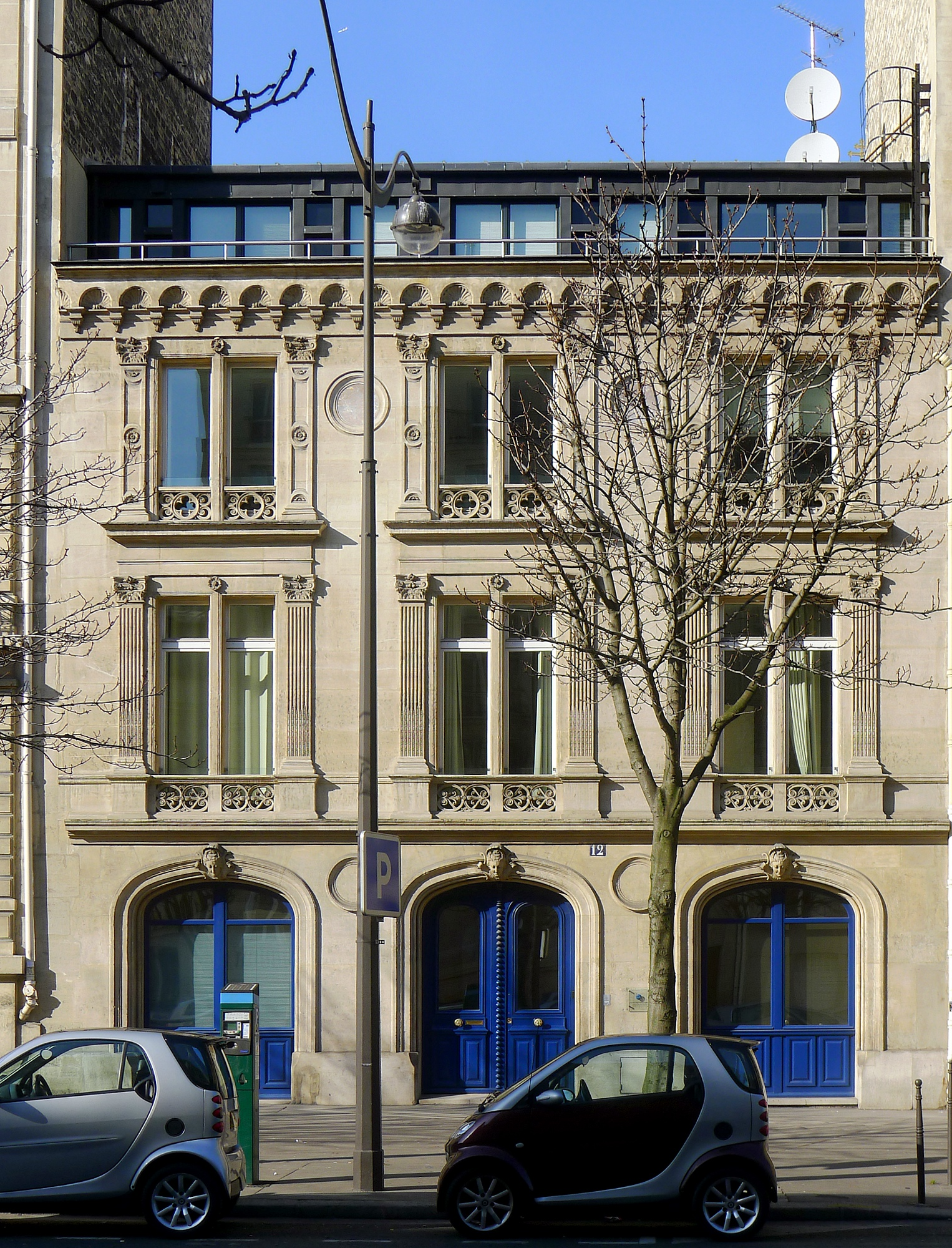
Avenue Hoche Nr. 12 in Paris

Seit 1868 führte Madame de Caivallet ihren eigenen Salon. Jeden Sonntag empfing sie in der Avenue Hoche 12 in der Nähe der heutigen Place Charles de Gaulle einen kleinen Kreis von ausgewählten Literaten und Intellektuellen zu einem Diner. Mittwochs trafen sich dort Politiker, Journalisten, Schauspieler, Schriftsteller, aber nur wenige Musiker. Während der Dreyfus-Affäre sammelten sich hier viele seiner Unterstützer.

### Die Gäste
Der Zugang zu ihrem Salon war exklusiv. Robert de Montesquiou beispielsweise bemühte sich jahrelang um eine Einladung. Zu den Stammgästen (Habitués) zählten neben Anatole France der Romancier Alexandre Dumas, der Philosoph und Professor an der Sorbonne Victor Brochard, Mitglied der Académie des sciences morales et politiques, der Modearzt Professor Samuel Pozzi, der Lyriker Charles Leconte de Lisle, José-Maria de Heredia, Dichter und Mitglied der Académie und der Historiker und Orientalist Ernest Renan, ebenfalls Mitglied der Académie.
Gäste ihrer Mittwochseinladungen waren u. a. der italienische Kunstsammler und Fotograf Graf Giuseppe Primoli (1851–1921), der Duc Jean Decazes, der Fürst und die Fürstin Bibesco, Baron und Baronin Rothschild, Robert de Montesquiou, Anna de Noailles, Louis Barthou, Marie und Pierre Curie, Marcel Proust, J.-H. Rosny einer der frühen Science fiction-Autoren, Gabriel Hanotaux, Marcel Prévost, Pierre Loti, Maurice Barrès, die Romanautorin Marcelle Tinayre, Sarah Bernhardt, die Schauspielerin Réjane, Fernand Gregh, der Abbé Mugnier, der Schauspieler Lucien Guitry (1860–1925), Antoine Bourdelle, Mihály von Munkácsy, Jacques Rivière, Georg Brandes, Jules Lemaître, Théophile Moreux, Colette und ihr erster Ehemann, der Musikkritiker Henry Gauthier-Villars, genannt Willy, Marcel Schwob, Robert de Flers, Charles Rappoport, der Romancier Michel Corday (1869–1937), der Journalist und Dreyfusianer Joseph Reinach, Tristan Bernard, die Tänzerin Loïe Fuller, Georges Clemenceau, Paul-Louis Couchoud (1879–1959), Arzt, Philosoph und enger Freund von Anatole France, die Politiker Aristide Briand, Léon Blum, Jean Jaurès, Pierre Mille, Charles Maurras und Raymond Poincaré.

## Briefe
- Quelques lettres inédites d’Anatole France et de M. Arman de Caillavet à Charles Maurras. Présentées par Max Ph. Delatte. Publ. par la Société Anatole France. Paris: Société Anatole France, 1972.
- Lettres intimes: Le secret du ‘Lys rouge’. Anatole France et Mme de Caillavet. Présentées et annotées par Jacques Suffel. Paris: Nizet 1984.